# Sashegyi Sándor
Sashegyi Sándor, Stefán (Budapest, 1900. szeptember 21. – Pomáz, 1958. június 30.) hivatalnok, műkedvelő régész, Pilis-kutató.

## Életpályája
Sashegyi Sándor 1900 szeptemberében egy munkáscsaládban született. Mint kisiskolás került Pomázra, itt végezte el az elemi iskolát és a polgári iskola két osztályát. Később a Ganz gyárban dolgozott esztergályosként, majd a Duna-Gőzhajózási Társasághoz került először mint hajófűtő, majd mint gépkezelő. 1937-ben rokkantsági nyugdíjat kapott, majd ezt követően kezdett el a régészettel foglalkozni. A Pilist és Pomáz környékét járta, régészeti lelőhelyek után kutatva. Telente pedig továbbképzése céljából a könyvtárakat járta, megtanult latinul is, hogy közvetlenül tudja olvasni a forrásokat. A régészeti lelőhelyekről rendszeresen tudósította a Magyar Nemzeti Múzeumot, s kilátogatott a környékbeli ásatásokra is. Lerajzolta a megtalált leleteket, s lehetőségei szerint próbálta azokat megóvni, vagy a múzeumnak eljuttatni.
1941-ben a pomázi Holdvilág-árokban egy általa Árpád fejedelemnek tulajdonított sírt fedezett fel.
1943-tól vármegyei díjnok
, majd járási régészeti megbízott lett, egészen a szentendrei Ferenczy Múzeum 1951. évi felállításáig. Ekkor, különböző személyi konfliktusok miatt átmenetileg munka nélkül maradt, majd a Ferenczy Múzeum alkalmazta, mellékfoglalkozású tudományos kisegítő munkaerőként.  Ez idő alatt gondozta a pomázi gyűjteményt, és folytatta régészeti megfigyeléseit is. 
1955-től Szentendrén mint restaurátor dolgozott. 1957 végén megbetegedett, a megfeszített munkában aláásott egészsége nem bírta tovább. 1958-ban már nem tudott dolgozni, és június 30-án elhunyt. Sírja Pomázon van, amelyen egy kőbaba található, amelyet Erdélyi István rajza alapján Szappanyos Béla és Kiss Imre faragott egy Holdvilág-árokból hozott kőtömbből. Nevét ma egy iskola viseli Pomázon. Kéziratos hagyatékát a Ferenczy Múzeum őrzi Szentendrén, míg hagyatékának egy másik felét a Magyar Nemzeti Múzeum vásárolta meg.